# Sockel 771
Der Sockel 771 (auch: LGA771 und Sockel  J) ist ein Prozessorsockel für Intel-Serverprozessoren der Baureihe Xeon und für den Core 2 Extreme QX9775 im Rahmen der Skulltrail-Plattform.
Der Sockel 771 löste die Sockel 603 und Sockel 604 ab, um auch im Serverbereich Prozessoren in LGA-Gehäusen anbieten zu können. Er basiert dabei stark auf den Sockel 775: Die Arretierungen sind um 90° versetzt und 2 Kontakte vertauscht. Daher ist es mit kleinen Modifikationen zumeist möglich, Sockel 771 Prozessoren in Sockel 775 Mainboards zu betreiben.
Der Entwicklungsname Sockel J leitet sich von dem ursprünglich für diesen Sockel geplanten Xeon-Prozessor mit Jayhawk-Kern ab.